# 卢瓦尔河畔圣乔治
卢瓦尔河畔圣乔治（法語：Saint-Georges-sur-Loire，法語發音：[sɛ̃ ʒɔʁʒ syʁ lwaʁ] ⓘ）是法国曼恩-卢瓦尔省的一个市镇，位于该省中部偏西，属于昂热区。

## 地理
卢瓦尔河畔圣乔治（47°24'33"N, 0°45'44"W）面积33.36 平方千米，位于法国卢瓦尔河地区大区曼恩-卢瓦尔省，该省份为法国西部内陆省份，大致对应安茹地区，北起顺时针与马耶讷省、萨尔特省、安德尔-卢瓦尔省、维埃纳省、德塞夫勒省、旺代省、大西洋卢瓦尔省和伊勒-维莱讷省接壤。
与卢瓦尔河畔圣乔治接壤的市镇（或旧市镇、城区）包括：卢瓦尔河畔沙洛讷、拉波索尼耶尔、圣奥古斯坦德布瓦、圣日耳曼德普雷、圣马丹迪富尤、萨沃尼耶尔。

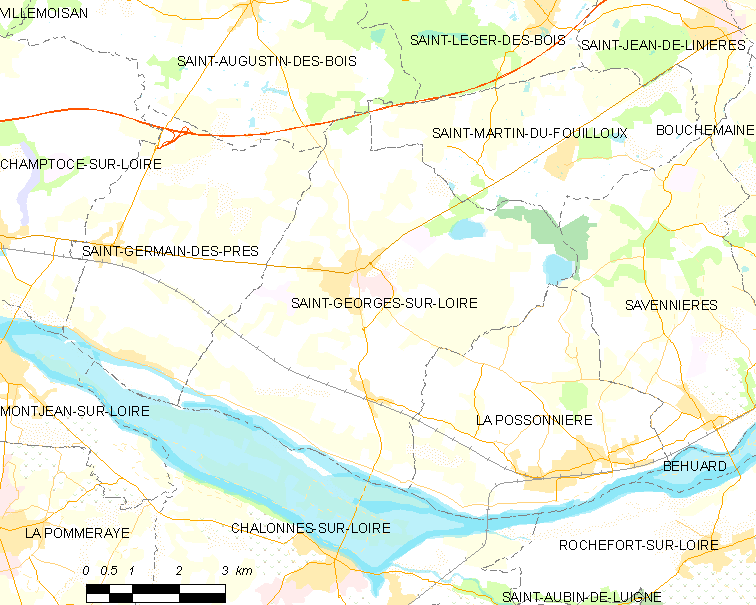
卢瓦尔河畔圣乔治的OSM定位图

卢瓦尔河畔圣乔治的时区为UTC+01:00、UTC+02:00（夏令时）。

## 行政
卢瓦尔河畔圣乔治的邮政编码为49170，INSEE市镇编码为49283。

## 政治
卢瓦尔河畔圣乔治所属的省级选区为卢瓦尔河畔沙洛讷县。

## 人口

1962-2008年间卢瓦尔河畔圣乔治人口变化图示

卢瓦尔河畔圣乔治于2022年1月1日时的人口数量为3787人。